# Primer ministro de Camboya
El primer ministro de Camboya —romanizado: Nea Yuok Roth Montrei— es la figura política de mayor rango en el Reino de Camboya, y la cabeza del gobierno. Es nombrado por el Rey en virtud del artículo 119 de la Constitución, que fue adoptada el 24 de septiembre de 1993 y modificada el 4 de marzo de 1999.
Cabe indicar que según la constitución de 1993, en el país coexisten la monarquía, democracia representativa y parlamentaria; en este contexto, el primer ministro es el jefe de Gobierno, mientras el rey es el jefe de Estado. Si bien es cierto este cargo es designado por el rey, este debe contar con el aviso y aprobación de la Asamblea Nacional; el primer ministro y su ministerio designado ejercen el poder ejecutivo en el gobierno.
Esta investidura es reelegida cada cinco años desde las primeras elecciones celebradas en 1993; al respecto, el padre del actual titular (Hun Sen) ocupó el cargo desde 1985 hasta 2023, aunque entre 1993 y 1997 lo compartió con Norodom Ranariddh, hasta que a través de un golpe de Estado en 1997 lo sacó del poder.

## Lista de primer ministros de Camboya (1945-presente)
| # | #    | Name (nacimiento–fallecimiento) (Título)                                  | Imagen                   | Inicio                     | Término                  | Partido político                                                       |
| --- | ---- | ------------------------------------------------------------------------- | ------------------------ | -------------------------- | ------------------------ | ---------------------------------------------------------------------- |
| Protectorado francés de Camboya |      |                                                                           |                          |                            |                          |                                                                        |
| | 1    | Rey Norodom Sihanouk (1922–2012) Primer Ministro                          |                          | 18 de marzo de 1945        | 13 de agosto de 1945     | Sin partido                                                            |
| | 2    | Son Ngoc Thanh (1908–1977) Primer Ministro                                |                          | 14 de agosto de 1945       | 16 de octubre de 1945    | Sin partido                                                            |
| | 3    | Príncipe Sisowath Monireth (1909–1975) Primer Ministro                    |                          | 17 de octubre de 1945      | 15 de diciembre de 1946  | Sin partido                                                            |
| | 4    | Príncipe Sisowath Youtevong (1913–1947) Primer Ministro                   |                          | 15 de diciembre de 1946    | 15 de julio de 1947      | Partido Democrático                                                    |
| | 5    | Príncipe Sisowath Watchayavong (1891–1972) Primer Ministro                |                          | 25 de julio de 1947        | 20 de febrero de 1948    | Partido Democrático                                                    |
| | 6    | Chhean Vam (1916–2000) Primer Ministro                                    |                          | 20 de febrero de 1948      | 14 de agosto de 1948     | Partido Democrático                                                    |
| | 7    | Samdech Penn Nouth (1906–1985) Primer Ministro                            |                          | 15 de agosto de 1948       | 21 de enero de 1949      | Partido Democrático                                                    |
| | 8    | Yem Sambaur (1913–1989) Primer Ministro                                   |                          | 12 de febrero de 1949      | 20 de septiembre de 1949 | Partido Democrático                                                    |
| | 9    | Ieu Koeus (1905–1950) Primer Ministro                                     |                          | 20 de septiembre de 1949   | 29 de septiembre de 1949 | Partido Democrático                                                    |
| | (8)  | Yem Sambaur (1913–1989) Primer Ministro                                   |                          | 29 de septiembre de 1949   | 28 de abril de 1950      | Partido Democrático                                                    |
| | (1)  | Rey Norodom Sihanouk (1922–2012) Primer Ministro                          |                          | 28 de abril de 1950        | 30 de mayo de 1950       | Sin partido                                                            |
| | 10   | Príncipe Samdech Krom Luong Sisowath Monipong (1912–1956) Primer Ministro |                          | 30 de mayo de 1950         | 3 de marzo de 1951       | Sin partido                                                            |
| | 11   | Oum Chheang Sun (1900–?) Primer Ministro                                  |                          | 3 de marzo de 1951         | 12 de octubre de 1951    | Partido Democrático Nacional                                           |
| | 12   | Huy Kanthoul (1909–1991) Primer Ministro                                  |                          | 13 de octubre de 1951      | 16 de junio de 1952      | Partido Democrático                                                    |
| | (1)  | Rey Norodom Sihanouk (1922–2012) Primer Ministro                          |                          | 16 de junio de 1952        | 24 de enero de 1953      | Sin partido                                                            |
| | (7)  | Samdech Penn Nouth (1906–1985) Primer Ministro                            |                          | 24 de enero de 1953        | 9 de noviembre de 1953   | Partido Democrático                                                    |
| Reino de Camboya |      |                                                                           |                          |                            |                          |                                                                        |
| | (7)  | Samdech Penn Nouth (1906–1985) Primer Ministro                            |                          | 9 de noviembre de 1953     | 22 de noviembre de 1953  | Partido Democrático                                                    |
| | 13   | Chan Nak (1892–1954) Primer Ministro                                      |                          | 23 de noviembre de 1953    | 7 de abril de 1954       | Sin partido                                                            |
| | (1)  | Rey Norodom Sihanouk (1922–2012) Primer Ministro                          |                          | 7 de abril de 1954         | 18 de abril de 1954      | Sin partido                                                            |
| | (7)  | Samdech Penn Nouth (1906–1985) Primer Ministro                            |                          | 18 de abril de 1954        | 26 de enero de 1955      | Partido Democrático                                                    |
| | 14   | Leng Ngeth (1900–c.1975) Primer Ministro                                  |                          | 26 de enero de 1955        | 3 de octubre de 1955     | Partido Democrático                                                    |
| | (1)  | Príncipe Norodom Sihanouk (1922–2012) Primer Ministro                     |                          | 3 de octubre de 1955       | 5 de enero de 1956       | Sangkum                                                                |
| | (11) | Oum Chheang Sun (1900–?) Primer Ministro                                  |                          | 5 de enero de 1956         | 29 de febrero de 1956    | Sangkum                                                                |
| | (1)  | Príncipe Norodom Sihanouk (1922–2012) Primer Ministro                     |                          | 1 de marzo de 1956         | 24 de marzo de 1956      | Sangkum                                                                |
| | 15   | Khim Tit (1896–1975) Primer Ministro                                      |                          | 3 de abril de 1956         | 29 de julio de 1956      | Sangkum                                                                |
| | (1)  | Príncipe Norodom Sihanouk (1922–2012) Primer Ministro                     |                          | 15 de septiembre de 1956   | 15 de octubre de 1956    | Sangkum                                                                |
| | 16   | Sam Yun (1905–1974) Primer Ministro                                       |                          | 25 de octubre de 1956      | 9 de abril de 1957       | Sangkum                                                                |
| | (1)  | Príncipe Norodom Sihanouk (1922–2012) Primer Ministro                     |                          | 9 de abril de 1957         | 7 de julio de 1957       | Sangkum                                                                |
| | 17   | Sim Var (1906–1989) Primer Ministro                                       |                          | 26 de julio de 1957        | 11 de enero de 1958      | Sangkum                                                                |
| | 18   | Ek Yi Oun (1910–?) Primer Ministro                                        |                          | 11 de enero de 1958        | 17 de enero de 1958      | Sangkum                                                                |
| | (7)  | Samdech Penn Nouth (1906–1985) Primer Ministro                            |                          | 17 de enero de 1958        | 24 de abril de 1958      | Sangkum                                                                |
| | (17) | Sim Var (1906–1989) Primer Ministro                                       |                          | 24 de abril de 1958        | 10 de julio de 1958      | Sangkum                                                                |
| | (1)  | Príncipe Norodom Sihanouk (1922–2012) Primer Ministro                     |                          | 10 de julio de 1958        | 19 de abril de 1960      | Sangkum                                                                |
| | 19   | Pho Proeung (1903–c.1975) Primer Ministro                                 |                          | 19 de abril de 1960        | 28 de enero de 1961      | Sin partido                                                            |
| | (7)  | Samdech Penn Nouth (1906–1985) Primer Ministro                            |                          | 28 de enero de 1961        | 17 de noviembre de 1961  | Sangkum                                                                |
| | (1)  | Príncipe Norodom Sihanouk (1922–2012) Primer Ministro                     |                          | 17 de noviembre de 1961    | 13 de febrero de 1962    | Sangkum                                                                |
| |      | Nhiek Tioulong (1908–1996) Primer Ministro interino                       |                          | 13 de febrero de 1962      | 6 de agosto de 1962      | Sangkum                                                                |
| | 20   | Chau Sen Cocsal Chhum (1905–2009) Primer Ministro interino                |                          | 6 de agosto de 1962        | 6 de octubre de 1962     | Sangkum                                                                |
| | 21   | Príncipe Norodom Kantol (1920–1976) Primer Ministro                       |                          | 6 de octubre de 1962       | 25 de octubre de 1966    | Sangkum                                                                |
| | 22   | General Lon Nol (1913–1985) Primer Ministro                               |                          | 25 de octubre de 1966      | 1 de mayo de 1967        | Sangkum/Militar                                                        |
| | 23   | Son Sann (1911–2000) Primer Ministro                                      |                          | 1 de mayo de 1967          | 31 de enero de 1968      | Sangkum                                                                |
| | (7)  | Samdech Penn Nouth (1906–1985) Primer Ministro                            |                          | 31 de enero de 1968        | 14 de agosto de 1969     | Sangkum                                                                |
| | (22) | General Lon Nol (1913–1985) Primer Ministro                               |                          | 14 de agosto de 1969       | 9 de octubre de 1970     | Sangkum/Militar                                                        |
| República Jemer |      |                                                                           |                          |                            |                          |                                                                        |
| | (22) | General Lon Nol (1913–1985) Primer Ministro                               |                          | 9 de octubre de 1970       | 11 de marzo de 1971      | Militar                                                                |
| | 24   | Príncipe Sisowath Sirik Matak (1914–1975) Primer Ministro                 |                          | 11 de marzo de 1971        | 18 de marzo de 1972      | Sin partido                                                            |
| | (2)  | Son Ngoc Thanh (1908–1977) Primer Ministro                                |                          | 18 de marzo de 1972        | 15 de octubre de 1972    | Khmer Serei                                                            |
| | 25   | Hang Thun Hak (1924–1975) Primer Ministro                                 |                          | 15 de octubre de 1972      | 6 de mayo de 1973        | Partido Social Republicano                                             |
| | 26   | In Tam (1916–2006) Primer Ministro                                        |                          | 6 de mayo de 1973          | 9 de diciembre de 1973   | Partido Social Republicano                                             |
| | 27   | Long Boret (1933–1975) Primer Ministro                                    |                          | 26 de diciembre de 1973    | 17 de abril de 1975      | Partido Social Republicano                                             |
| Kampuchea Democrática |      |                                                                           |                          |                            |                          |                                                                        |
| | (7)  | Samdech Penn Nouth (1906–1985) Primer Ministro                            |                          | 17 de abril de 1975        | 4 de abril de 1976       | Frente Unido Nacional de Kampuchea                                     |
| | 28   | Khieu Samphan (1931– ) Primer Ministro interino                           |                          | 4 de abril de 1976         | 14 de abril de 1976      | Partido Comunista de Kampuchea                                         |
| | 29   | Pol Pot (1925–1998) Primer Ministro                                       |                          | 14 de abril de 1976        | 27 de septiembre de 1976 | Partido Comunista de Kampuchea                                         |
| | 30   | Nuon Chea (1926–2019) Primer Ministro                                     |                          | 27 de septiembre de 1976   | 25 de octubre de 1976    | Partido Comunista de Kampuchea                                         |
| | (29) | Pol Pot (1925–1998) Primer Ministro                                       |                          | 25 de octubre de 1976      | 7 de enero de 1979       | Partido Comunista de Kampuchea                                         |
| República Popular de Kampuchea |      |                                                                           |                          |                            |                          |                                                                        |
| Vacante (7 de enero de 1979 - 27 de junio de 1981) Heng Samrin fue el Jefe de Estado y Jefe de Gobierno de facto, así como también Presidente del Consejo Revolucionario del Pueblo |      |                                                                           |                          |                            |                          |                                                                        |
| | 31   | Pen Sovan (1939–2016) Presidente del consejo de ministros                 |                          | 27 de junio de 1981        | 5 de diciembre de 1981   | Partido Revolucionario Popular de Kampuchea                            |
| | 32   | Chan Sy (1932–1984) Presidente del consejo de ministros                   |                          | 5 de diciembre de 1981     | 26 de diciembre de 1984  | Partido Revolucionario Popular de Kampuchea                            |
| | 33   | Hun Sen (1951– ) Presidente del consejo de ministros                      |                          | 14 de enero de 1985        | 1 de mayo de 1989        | Partido Revolucionario Popular de Kampuchea                            |
| Estado de Camboya |      |                                                                           |                          |                            |                          |                                                                        |
| | 33   | Hun Sen (1951– ) Presidente del consejo de ministros                      |                          | 1 de mayo de 1989          | 2 de julio de 1993       | Partido Revolucionario Popular de Kampuchea/Partido Popular de Camboya |
| Hun Sen (1951– ) Primer Ministro equivalente | 33   | 2 de julio de 1993                                                        | 21 de septiembre de 1993 | Partido Popular de Camboya |                          |                                                                        |
| | 34   | Príncipe Norodom Ranariddh (1944– ) Primer Ministro equivalente           |                          | 2 de julio de 1993         | 21 de septiembre de 1993 | Partido Funcinpec                                                      |
| Príncipe Norodom Ranariddh (1944– ) Primer Primer Ministro | 34   | 21 de septiembre de 1993                                                  | 24 de septiembre de 1993 |                            |                          | Partido Funcinpec                                                      |
| | (33) | Hun Sen (1951– ) Segundo Primer Ministro                                  |                          | 21 de septiembre de 1993   | 24 de septiembre de 1993 | Partido Popular de Camboya                                             |
| Reino de Camboya (Restaurado) |      |                                                                           |                          |                            |                          |                                                                        |
| | 34   | Príncipe Norodom Ranariddh (1944– ) Primer Primer Ministro                |                          | 24 de septiembre de 1993   | 6 de julio de 1997       | Partido Funcinpec                                                      |
| | 35   | Ung Huot (1947– ) Primer Primer Ministro                                  |                          | 16 de julio de 1997        | 30 de noviembre de 1998  | Partido Funcinpec                                                      |
| | (33) | Hun Sen (1951– ) Segundo Primer Ministro                                  |                          | 24 de septiembre de 1993   | 30 de noviembre de 1998  | Partido Popular de Camboya                                             |
| Hun Sen (1951– ) Primer Ministro | (33) | 30 de noviembre de 1998                                                   | 22 de agosto de 2023     |                            |                          | Partido Popular de Camboya                                             |
| | 36   | Hun Manet (1977– ) Primer Ministro                                        |                          | 22 de agosto de 2023       | En el cargo              | Partido Popular de Camboya                                             |